# Rymdbas

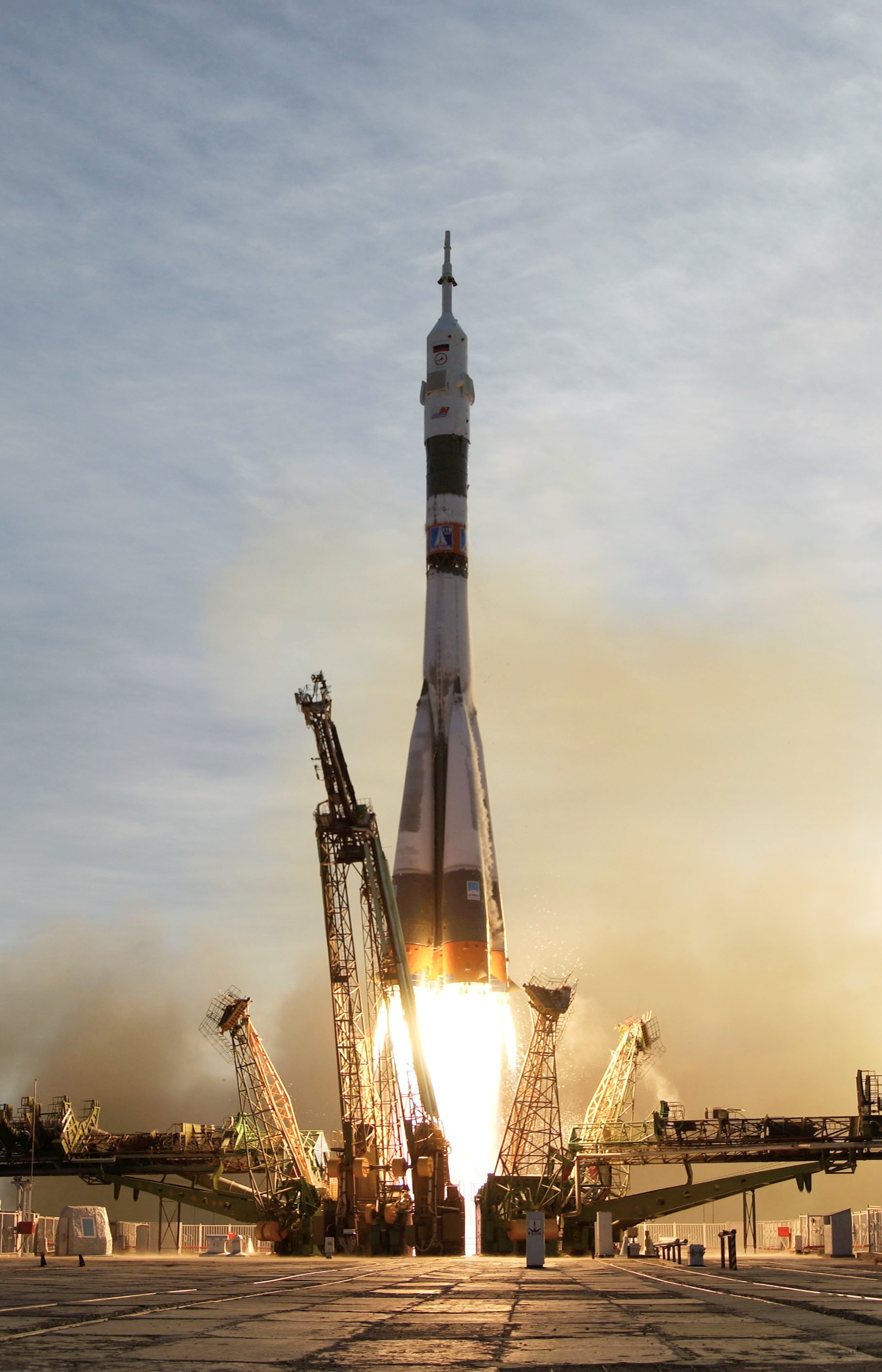
Sojuz TMA-5 skjuts upp från rymdhamnen i Bajkonur

En rymdbas eller rymdhamn (engelska: spaceport) eller kosmodrom (ryska: kosmodroma), är en plats där rymdfarkoster och raketer sänds ut i rymden. Den svenska nomenklaturen på området är svävande. Ordet rymdhamn används främst om uppsändningsplatser för bemannade rymdfärder, medan ordet rymdbas är bredare och inbegriper ofta även raketskjutfält för sondraketer och obemannade satellituppsändningar. Ordet rymdbas används också om framtida baser på främmande himlakroppar. 
Rymdbaser byggs ofta på betryggande avstånd från bebyggelse för att minska risken för större olyckor om en raket exploderar. Av samma skäl är faciliteterna inom en rymdbas ofta väl åtskilda. Montering av bärraketen sker på en plats, satelliten dockas till bärraketen på en annan, och uppsändningsplattan är på ett tredje ställe, osv. Ekipaget transporteras mellan dessa olika anläggningar på ett specialbyggt fordon, som rullar på många järnvägshjul eller går på många larvfötter. 
Baser för uppsändning till omloppsbana förläggs företrädesvis på östkuster, så att bärraketen snabbt kommer ut över öppet vatten. Rymdbaser nära ekvatorn har en fördel eftersom jordrotationen då ger en utgångsfart österut på cirka 460 m/s. Detta kan utnyttjas maximalt för uppsändning till ekvatoriell omloppsbana, till exempel kommunikationssatelliter till geostationär omloppsbana, men saknar betydelse för uppsändning till polär omloppsbana.

## Historik
De första raketerna med förmåga att nå ut i rymden sköts upp av nazisterna från Peenemünde under Andra världskriget. V2-raketerna kunde nå över 200 kilometers höjd om de sköts upp vertikalt, men majoriteten gick på betydligt lägre höjd för militära ändamål. 
Den första rymdbasen med kapacitet för uppsändning till omloppsbana var Kosmodromen i Bajkonur i dåvarande Sovjetunionen. Kosmodromen började byggas 1955, men dess existens och plats var till en början en militär hemlighet. Namnet var ägnat att förvirra (gruvstaden Baikonur låg 32 mil bort), och omvärlden identifierade basen först då ett amerikanskt U2-plan hittade den genom att följa järnvägsspåren i Kazakstan. Från Bajkonur sändes den första satelliten Sputnik 1 upp i omloppsbana i oktober 1957. Den första bemannade rymdfärden, med Jurij Gagarin i Vostok 1, startade från Bajkonur i april 1961. 
USA:s främsta rymdbas är Kennedy Space Center (även känd som Cape Canaveral), som hela tiden varit bas för det amerikanska civila rymdprogrammet. Basens höjdpunkt var onekligen den första månfärden (Apollo 11) från startplatta 39A i juli 1969. Även rymdfärjorna startar från Kennedy Space Center. 

### Sverige
De första svenska rymdskotten 1961-1964 skedde på uppsändningsplatsen Kronogård i Lappland. År 1964 flyttade verksamheten till Esrange under ledning av den Europeiska rymdforskningsorganisationen ESRO (föregångare till ESA), och sedan 1972 under svenska Rymdbolaget och första uppskjutningen från Esrange gjordes 1966.

## Exempel på rymdbaser
- Kosmodromen i Bajkonur,  Kazakstan (tidigare Sovjetunionen), där den första satelliten och den första människan sköts upp.
- Centre Spatial Guyanais, ESA:s rymdbas vid Kourou, Franska Guyana, 5 grader norr om ekvatorn.
- Esrange, Kiruna, Sverige, bas för sondraketer och ballonger.
- Kennedy Space Center, Cape Canaveral, Florida, USA, varifrån bl.a. månfärderna och rymdfärjorna startat.
- Plesetsk, Arkhangelskregionen, Ryssland
- Tanegashima Space Center, Japan
- Vandenberg Air Force Base, Kalifornien, USA
- Xichang Satellite Launch Center, Kina
- Mojave Space Port, USA (första privata rymdhamnen och bas för Scaled Composites).

### Fotnoter
1. ↑  Cecilia Jacobsson (6 oktober 2007). ”Rymdturism nästa steg för raketbasen Esrange”. Dagens nyheter. http://www.dn.se/ekonomi/rymdturism-nasta-steg-for-raketbasen-esrange/. Läst 19 mars 2016.